# آدریان مارتینز (بازیگر)
 آدریان مارتینز  (به انگلیسی: Adrian Martinez) (زاده ۲۰ ژانویهٔ ۱۹۷۲) بازیگرآمریکایی است.
از فیلم‌های معروف او می‌توان به بازی در فیلم پلیس تعلیق شده، روزی روزگاری در ونیز، پازل چینی، جایگزین، خصلت خانوادگی، ترفیع، فاجعه، اندازه انتقام و خانه پدری من اشاره کرد.